# Kasia Stankiewicz

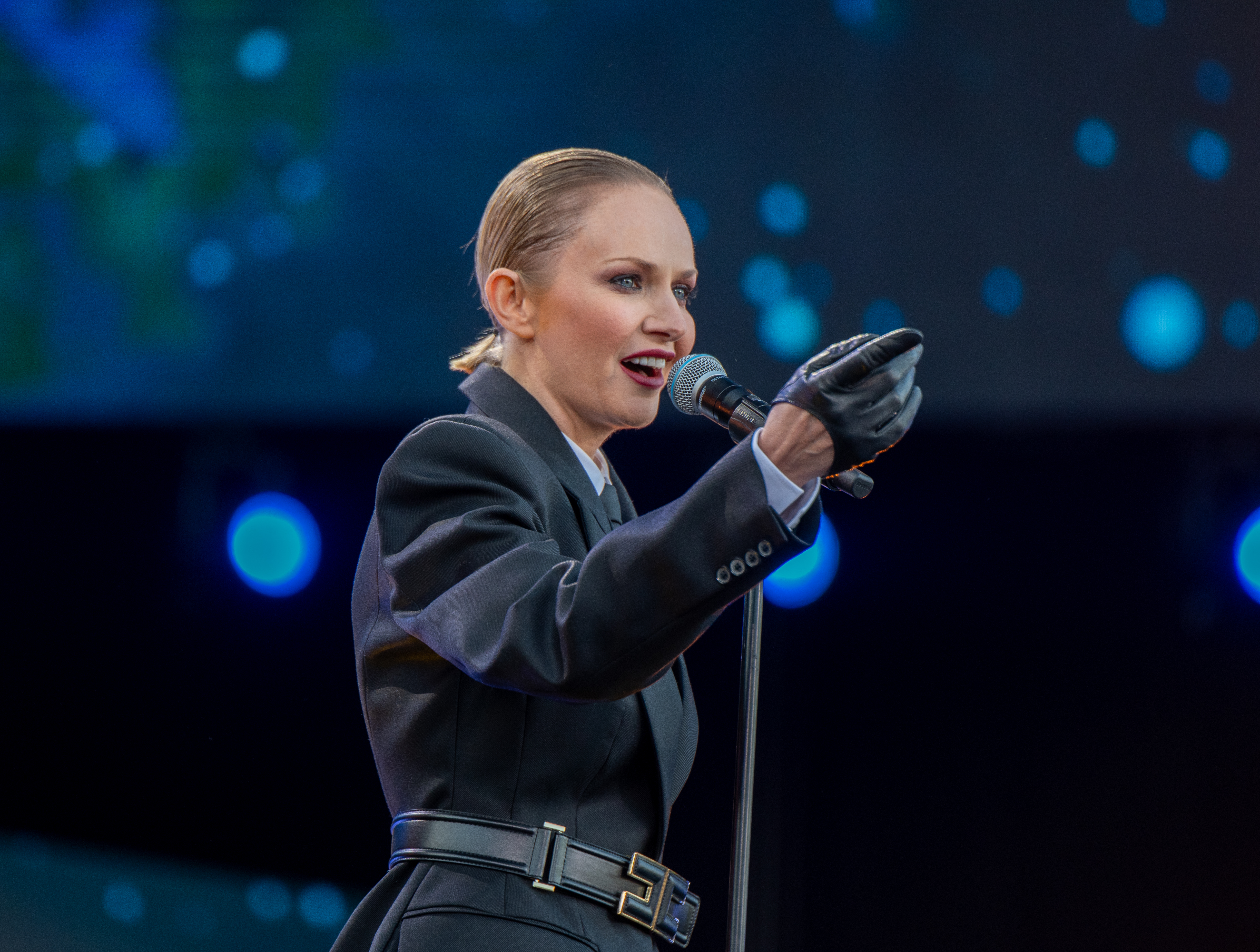
Kasia Stankiewicz (2023)

Katarzyna Maria Stankiewicz (* 2. Juni 1977 in Działdowo) ist eine polnische Sängerin.

## Biografie
Kasia Stankiewicz nahm 1995 an der polnischen Fernsehsendung Szansa na sukces (dt.: „Eine Chance auf Erfolg“), einer Karaokeshow von TVP, teil und gewann den ersten Preis, indem sie ein Lied von einer der bekanntesten polnischen Bands, Varius Manx, sang. Nachdem deren Sängerin Anita Lipnicka die Band verlassen hatte, wurde Kasia Stankiewicz 1996 als Nachfolgerin eingeladen.
1999 veröffentlichte sie ihr erstes Soloalbum Kasia Stankiewicz. Im Jahr 2000 veröffentlichte sie ihr letztes Album mit Varius Manx, das Best-of-Album Najlepsze z dobrych (dt.: „Die Besten von den Guten“) mit einigen neuen Liedern. Danach nahm sie zwei Alben als Solokünstlerin auf.

## Diskografie

### Alben
- 1996: Ego – mit Varius Manx
- 1997: End – mit Varius Manx
- 1999: Kasia Stankiewicz
- 2000: Najlepsze z dobrych – mit Varius Manx
- 2003: Extrapop
- 2006: Mimikra
- 2014: Lucy and the Loop
- 2018: Ent – mit Varius Manx (PL: Gold)

### Singles
- 2018: Kot bez ogona – mit Varius Manx (PL: Platin)[2]